# Dževad Jahić
Dževad Jahić (ur. 15 sierpnia 1948 w Mostarze, zm. 21 kwietnia 2024 w Sarajewie) – bośniacki językoznawca zajmujący się dialektologią, socjolingwistyką i dziedzictwem literackim.
Był zaangażowany w standaryzację języka bośniackiego.

## Życiorys
Abswolent Wyższej Szkoły Pedagogiki w Sarajewie oraz Wydziału Filozoficznego Uniwersytetu Belgradzkiego, gdzie ukończył studia w dziedzinie języka serbsko-chorwackiego i literatur jugosłowiańskich. Edukację kontynuował na Uniwersytecie Sarajewskim, w 1977 roku uzyskując stopień magistra na podstawie pracy Lovačka terminologija i lovački žargon u govoru rogatičkog kraj. W 1981 roku obronił rozprawę doktorską pt. Ijekavskoštakavski govori istočne Bosne. W 1983 roku objął stanowisko docenta, a w 1989 roku stanowisko profesora nadzwyczajnego. W 2002 roku został powołany na stanowisko profesora zwyczajnego.

## Wybrana twórczość
- Jezik, nacija, nacionalizam, „Oslobođenje”, Sarajewo, 1990.
- Jezik bosanskih Muslimana, Biblioteka „Ključanin”, Sarajewo, 1991.
- Bošnjački narod i njegov jezik, „Ljiljan”, Sarajewo, 1999.
- Bosanski jezik u 100 pitanja i 100 odgovora, „Ljiljan”, Sarajewo, 1999.
- Školski rječnik bosanskog jezika, „Ljiljan”, Sarajewo, 1999.
- Ijekavskoštakavski govori istočne Bosne, Institut za jezik, Sarajewo, 2002.
- Gramatika bosanskoga jezika (współautorstwo), „Dom štampe”, Zenica, 2000.
- Trešnjev bunar, Biblioteka „Ključanin”, Sarajewo, 1992.
- Rječnik bosanskog jezika, 1-5, Sarajewo, 2012.